# Римкорольгит
Римкорольгит (англ. Rimkorolgite) — минерал, впервые открытый на Кольском полуострове и относящийся к фосфатам. Назван в честь Римской-Корсаковой, русского минералога.

## Свойства
Римкорольгит имеет коричневый цвет, белый цвет черты, стеклянный блеск, ромбическую сингонию, низкую твёрдость по шкале Мооса — 3. Плотность — 2,67 г/см³. Формула — BaMg5(PO4)4•8H2O.